# José Pamplona
José Pamplona Lecuanda, (San Luis Potosí, 6 de fevereiro de 1911 - data e local de falecimento desconhecidos) foi um basquetebolista mexicano que integrou a Seleção Mexicana na conquista da Medalha de Bronze disputada nos XI Jogos Olímpicos de Verão em 1936 realizado em Berlim na Alemanha Nazi.